# El gran enredo
A Fine Mess, también conocida como: Blake Edwards' A Fine Mess  (en español: El gran enredo) es una comedia escrita y dirigida por Blake Edwards y protagonizada por Ted Danson y Howie Mandel.
En Estados Unidos, el nombre del director precedía al de la película: Blake Edwards' a fine mess.
Es una comedia inspirada en los esquetches de Laurel y Hardy.

## Argumento
Dos estafadores de poca monta intentan amañar una carrera hípica dopando a uno de los caballos con un medicamento secreto y experimental. Un actor de segunda los descubre con las manos en la masa y decide que es una oportunidad para hacer dinero.
Mientras filman en una pista de carreras, el actor de reparto Spencer Holden, mujeriego y que vive de una estafa tras otra, escucha a un par de matones ineptos llamados Binky y Turnip mientras drogan a un caballo de carreras con un supuesto súper estimulante indetectable. 
Los matones descubren que Spence los escuchó y harán lo que sea para atraparlo, evitar que vaya a las autoridades con la información y pueda arruinar sus planes para ganar las carreras. Spence, sin embargo, recluta la ayuda de su mejor amigo, el camarero de un autocine y aspirante a restaurador Dennis Powell, para apostar en la carrera con ese caballo y así poder ganar dinero garantizado. 
Spence y Dennis terminan teniendo que escapar no solo de los matones, ellos logran hacer algunos agujeros de bala en el auto de Spence, sino también de la policía después de encontrar el auto acribillado a balazos de Spence y después de que el caballo de carreras, Sorry Sue, muere a causa de las drogas. 
La trama también incluye un piano antiguo que Dennis adquiere, la simpática pero ingenua empleada de una casa de subastas Ellen Frankenthaler, que se siente atraída por Dennis, y la exóticamente bella Claudia Pazzo, la esposa del jefe de la mafia italiana local Tony Pazzo, que está interesada en comprar el piano y a quien Spence no puede resistirse.

## Otros créditos
- Productora: Columbia Pictures.
- Color: DeLuxe

## Reparto
| Actor                 | Personaje                 | Notas                           |
| --------------------- | ------------------------- | ------------------------------- |
| Ted Danson            | Spence Holden             |                                 |
| Howie Mandel          | Dennis Powell             |                                 |
| Richard Mulligan      | Wayne "Turnip" Parragella |                                 |
| Stuart Margolin       | Maurice "Binky" Drundza   |                                 |
| Maria Conchita Alonso | Claudia Pazzo             |                                 |
| Jennifer Edwards      | Ellen Frankenthaler       |                                 |
| Paul Sorvino          | Tony Pazzo                |                                 |
| Rick Ducommun         | Wardell                   |                                 |
| Keye Luke             | Ishimine                  |                                 |
| Ed Herlihy            | Reportero de televisión   |                                 |
| Walter Charles        | Subastador                |                                 |
| Tawny Moyer           | Dama lideresa             |                                 |
| Emma Walton Hamilton  | Primer Extra              |                                 |
| Carrie Leigh          | Segundo Extra             |                                 |
| Sharan Lea            | Muchacha joven            |                                 |
| Rick Overton          | Compañero                 |                                 |
| John Short            | Director asistente        |                                 |
| Teddy Wilson          | Covington                 | Acreditado como Theodore Wilson |
| Valerie Wildman       | Presentadora              |                                 |
| Larry Storch          | Leopold Klop              |                                 |
| James C. Lewis        | Detective Alpert          | Acreditado como C. James Lewis  |
| Bob Hoy               | Detective Levine          | Acreditado como Robert Hoy      |
| John Davey            | Detective Horn            |                                 |
| Frederick Coffin      | Policía de tránsito       |                                 |
| Darryl Henriques      | Terrateniente             |                                 |
| Sharon Hughes         | Tina                      |                                 |
| Garth Wilton          | Criado                    |                                 |
| Castulo Guerra        | Director italiano         |                                 |
| Sharon Barr           | Esposa del Director       |                                 |
| Jack O'Leary          | Piano Mover               |                                 |
| Doug Cox              | Piano Mover               |                                 |
| Elaine Wilkes         | Carhop                    |                                 |
| Jeffrey Lampert       | Vendedor de carros        |                                 |
| Jim Byers             | Anunciador de pista       |                                 |
| Herb Tanney           | Dr. Henry Garfurg         | Acreditado como Shep Tanney     |
| Vic Polizos           | Detective Hunker          |                                 |
| James Cromwell        | Detective Blist           |                                 |
| Dennis Franz          | Phil                      |                                 |
| Brooke Alderson       | Aileen                    |                                 |
| Fritz Feld            | Bit Part                  | No acreditado                   |
| Arthur Hill           |                           | No acreditado                   |
| Steven Elime Lalande  | Steve Lalande             | No acreditado                   |
| Craig Richard Nelson  | El Director               | No acreditado                   |
| Julianne Phillips     | Loraine                   | No acreditado                   |
| Robin John Price      | Apostador en la pista     | No acreditado                   |
| Tom Willett           | Patrón de subasta         | No acreditado                   |